# Peña del Castro
La Peña del Castro es un poblado de la Edad del Hierro que se localiza en la provincia de León, dentro del término municipal de La Ercina.
Se trata de un monte en el cual se asentaron al menos dos poblados en diferentes épocas. El más antiguo podría coincidir con la primera Edad del Hierro, las excavaciones arqueológicas han localizado evidencias del mismo en la parte más alta del yacimiento. Estaría formada por cabañas realizadas con material vegetal, y se encuadraría dentro de la fase Soto de Medinilla. El segundo y más reciente, se corresponde con la segunda Edad del Hierro. Por los materiales recuperados tras la excavación de 2013, se puede situar entre el siglo III y I a. C.. Este territorio, en época romana, se atribuye a los vadinienses, una de las tribus cántabras.